# Saint-Jacques (Calvados)
Pour les articles homonymes, voir Saint-Jacques.
Saint-Jacques ou Saint-Jacques-de-Lisieux est une ancienne commune française du département du Calvados qui a existé de 1789 à 1960 avant qu'elle ne soit réunie, pour sa majeure partie, à la commune de Lisieux.

## Géographie

### Situation
Saint-Jacques se situait à l'est du Calvados, au cœur du Pays d'Auge. Son territoire communal était situé à l'est de la commune de Lisieux, enclavant ainsi cette dernière avec Saint-Désir. Il était traversé d'est en ouest par la RN 13. Sa mairie était l'actuel tribunal de commerce de Lisieux, à proximité du Centre hospitalier de Lisieux.

### Lieux-dits
Les lieux-dits de la commune de Saint-Jacques étaient : les Bissonnets, les Bosquets, Cavaudon, le Chemin de la Bonde, le Chien, la Cour des Rouges Fontaines, l'Espérance, Forêt Ratin, la Galoterie, Gerros, Glatigny, les Grais, le Grand Jardin, le Haut Jardin, le Lieu Galant, le Lieu Gerrots, les Loges, les Maisons Rouges, le Mesnil-Asselin, le Nouveau Monde, les Perrées, le Petit Noyer, les Prairies Fleuriot, les Prairies Gaudin, les Quatre Sonnettes, le Quesney, la Toupinière, la Verderie et la Vieille Route de Paris.

## Toponymie
Le nom de la commune tirait son origine de Jacques de Zébédée, auquel l'église paroissiale était dédiée. La commune s'appelait jusqu'en 1801 Saint-Jacques et Saint-Germain de Lisieux, du nom de deux églises paroissiales de la capitale augeronne (l'église Saint-Germain fut par ailleurs détruite lors de la Révolution française).

## Histoire
Le 22 décembre 1789, 44 000 municipalités furent créées pour remplacer les 44 000 paroisses préexistantes. Ainsi, la nouvelle commune de Saint-Jacques remplaça la paroisse de Saint-Jacques de Lisieux ; cependant, l'église paroissiale, située intra-muros, fut réunie à la commune de Lisieux (tout comme sa voisine Saint-Désir qui ne récupéra pas sa propre église paroissiale).
Entre 1872 et 1874, un projet d'annexion vit le jour aux dépens de Saint-Jacques et de Saint-Désir, et à l'avantage de Lisieux, cette dernière ayant un besoin urgent de s'étendre : en 1872, 12 520 Lexoviens vivaient sur 88 hectares, soit une densité de 140 habitants par hectare lorsqu'elle n'était que de 102 au Havre, de 56 à Rouen, et de seulement 19 à Caen. La ville était saturée, et la population n'y avait augmenté que de 10 % de 1856 à 1872, tandis que celle de ses voisines Saint-Jacques et Saint-Désir avait doublé. Le 24 mars 1874, Patrice de Mac-Mahon, alors président de la République française, signa un décret d'annexion qui déposséda la commune de Saint-Jacques de 129 ha de son territoire, revenant à Lisieux, qui prit également 38 ha à Saint-Désir.
Le 14 août 1898 vers 4 h du matin, au lieu-dit Lieu Galant, alors sur le territoire de Saint-Jacques,,, a lieu une catastrophe ferroviaire. Un train parti de Paris à 11 h 16 déraille dans une descente, l'accident provoque la mort de sept personnes et en blesse quarante.
Le 29 janvier 1960, un décret fut publié, portant sur l'extension des limites territoriales de la ville de Lisieux : la commune de Saint-Jacques disparut alors, malgré l'opposition de son conseil municipal au projet ; la plus grande partie fut annexée par Lisieux, certaines parcelles revenant également aux communes voisines de Rocques, Hermival-les-Vaux, Beuvillers et Ouilly-le-Vicomte. Le 8 juin 1961 fut décidée la création d'une Zone d'urbanisation prioritaire sur l'ancien territoire de Saint-Jacques, qui prendra le nom d'Hauteville.

## Politique et administration
| Période                                  | Période      | Identité  | Étiquette | Qualité |
| ---------------------------------------- | ------------ | --------- | --------- | ------- |
| ?                                        | Janvier 1960 | M. Lautru |           |         |
| Les données manquantes sont à compléter. |              |           |           |         |

## Population et société

### Démographie
| 1793  | 1800  | 1806  | 1821  | 1831  | 1836  | 1841  | 1846  | 1851  |
| ----- | ----- | ----- | ----- | ----- | ----- | ----- | ----- | ----- |
| 1 429 | 1 562 | 1 653 | 1 702 | 1 709 | 1 842 | 1 827 | 2 079 | 2 179 |

| 1856  | 1861  | 1866  | 1872  | 1876  | 1881  | 1886  | 1891  | 1896  |
| ----- | ----- | ----- | ----- | ----- | ----- | ----- | ----- | ----- |
| 2 513 | 3 234 | 4 802 | 1 378 | 1 341 | 1 303 | 1 306 | 1 219 | 1 213 |

| 1901  | 1906  | 1911  | 1921  | 1926  | 1931  | 1936  | 1946  | 1954  |
| ----- | ----- | ----- | ----- | ----- | ----- | ----- | ----- | ----- |
| 1 262 | 1 268 | 1 217 | 1 230 | 1 337 | 1 420 | 1 630 | 2 022 | 3 039 |

### Religion
L'église paroissiale de Saint-Jacques avait la particularité de ne pas se trouver sur son territoire communal, mais sur celui de Lisieux : il s'agit de l'église Saint-Jacques de Lisieux, construite entre 1448 et 1540. Celle-ci fut désacralisée en 1965 à la suite de la suppression de la commune de Saint-Jacques.

## Lieux et monuments

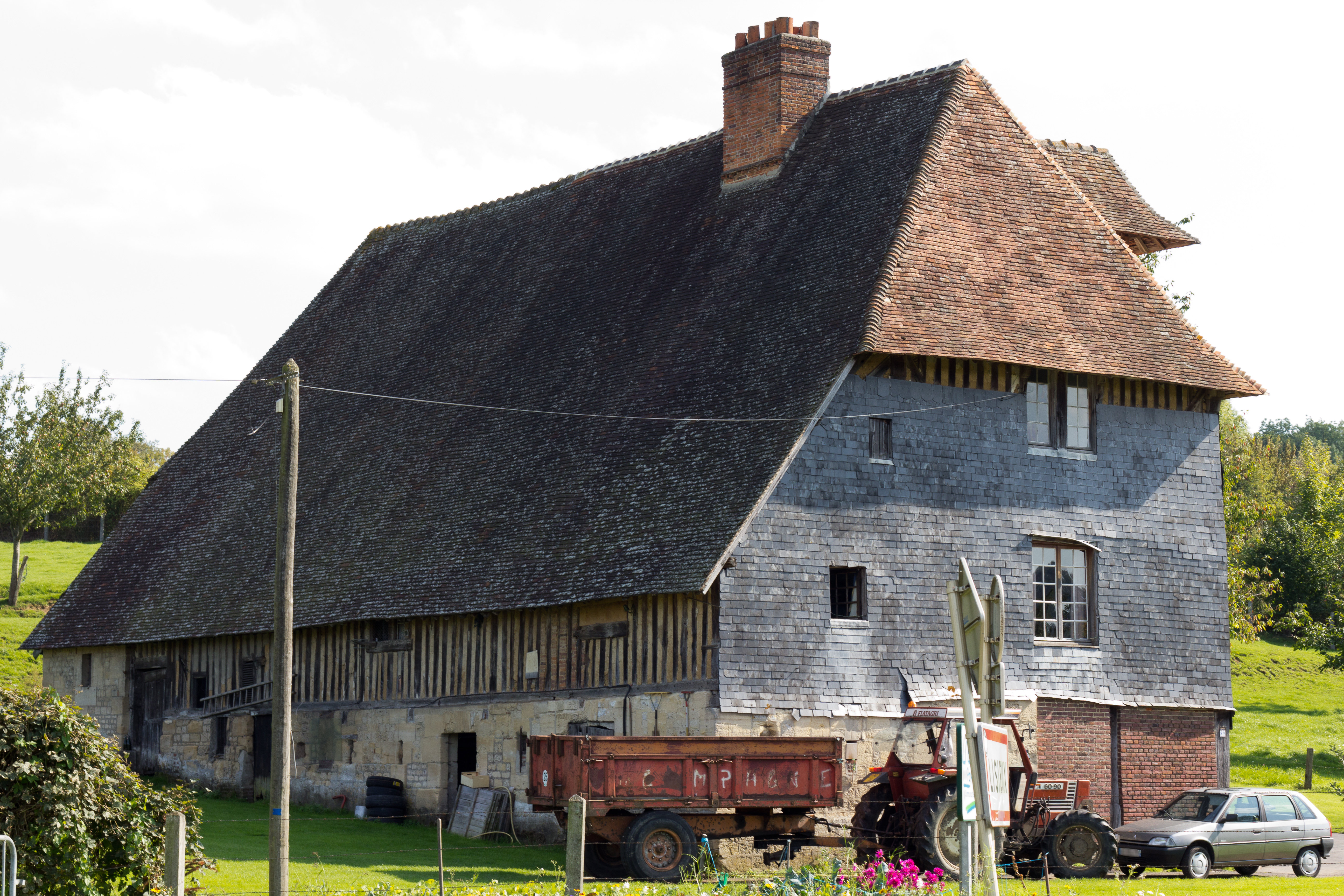
Le manoir du Lieu-Binet, anciennement situé dans la commune de Saint-Jacques.

L'ancienne commune de Saint-Jacques comptait plusieurs monuments remarquables :
- Le Manoir d'Aubichon (1520-1530) ;
- Le Manoir des Pavements (XVIe siècle) ;
- Le Manoir du Lieu-Binet (1646).